# Crocallis boisduvalaria
Crocallis boisduvalaria är en fjärilsart som beskrevs av Lucas 1849. Crocallis boisduvalaria ingår i släktet Crocallis och familjen mätare. Inga underarter finns listade i Catalogue of Life.